# Чикурео
Чикурео (исп. Chicureo) — чилийский город, расположенный в южной части коммуны Колина, провинция Чакабуко, к северу от Сантьяго.

## История
Всего 20 лет назад сектор Чикурео был обычным лугом погонщиков мулов, чтобы пасти своих животных. Между тем, в нескольких километрах к югу находится Сантьяго. Сегодня, благодаря бурному развитию недвижимости, чтобы удовлетворить растущий спрос на жилье и коммерческую площадь Чикурео процветает.
В течение следующего десятилетия нынешние 30 000 жителей вырастут до 150 000 благодаря строительству около 120 000 домов в этом секторе, как прогнозируют инвестирующие в него компании по недвижимости, такие как Fernandez Wood Vizcaya и Manquehue.